# Musaranya gegant mexicana
La musaranya gegant mexicana (Megasorex gigas) és una espècie d'eulipotifle de la família de les musaranyes (Soricidae), l'única del gènere Megasorex. És endèmica del sud-oest de Mèxic, des de Nayarit fins a Guerrero, on viu a altituds d'entre 80 i 1.800 msnm. Habita els boscos temperats, els boscos perennifolis i caducifolis, els matollars i les plantacions de cafè. És una espècie en risc mínim, és a dir, no sembla que hi hagi cap amenaça significativa per a la seva supervivència. El seu nom específic, gigas, significa ‘gegant’ en llatí.